# Festival Sonisphere
El Sonisphere Festival fue una serie de festivales musicales itinerantes que se celebraron entre 2009 y 2016 en diversos países de Europa entre los meses de junio y agosto. El festival estuvo orientado a los géneros del metal y del rock. El festival era propiedad de John Jackson y la promotora Kilimanjaro Live.
El festival no se ha celebrado desde 2014 en Reino Unido, y la última edición fue la del 2016 en Suiza. El presidente de la promotora reveló en 2018 que el Sonisphere no volvería al Reino Unido, por problemas financieros.

## Historia del evento
La idea del Sonisphere fue concebida por John Jackson a finales de los 90. Jackson escogió el nombre Sonisphere, de una combinación de las palabras Sonic y Sphere. El 2008, Stuart Galbraith había formado una unión de negocios con AEG Live llamada Kilimanjaro Live. Jackson propuso a Galbraith la idea de un festival mundial itinerante que cuadrada con el plan para un festival en Reino Unido que tenía Kilimanjaro. John Jackson era el creador y director del festival, y Galbraith el productor.
La primera edición del festival fue en 2009 en seis sedes. En 2010 y 2011 volvió, con 11 sedes.
Los planes para el futuro consistieron en incrementar el número de festivales, hacer el evento global en vez de sólo en Europa, ampliar el festival de Inglaterra a tres días, e incrementar el aforo del festival inglés de 40000 a 60000 asistentes.

## 2009
La primera edición de Sonisphere tuvo seis festivales repartidos por Europa. Contenía cinco fechas de un solo día (Holanda, Alemania, España, Suecia y Finlandia), a excepción de Inglaterra que duró dos días. Todos los carteles del festival tuvieron a Metallica entre sus filas presentando World Magnetic Tour. Las bandas Lamb of God y Mastodon también estuvieron presentes en todos los carteles de Soniphere, exceptuando esta última teniendo que cancelar algunas actuaciones. La banda Slipknot estuvo presentando su gira All Hope Is Gone World Tour en algunos escenarios del festival.

### Holanda
La edición holandesa de Festival Sonisphere tuvo lugar el sábado 20 de junio de 2009 en Goffert Park, Nimega.
| Sábado 20                                                 |
| Metallica Slipknot Korn Down Lamb of God Kamelot Pendulum |

Se suspendió la aparición de Mastodon y The Sword.

### Alemania
La edición alemana del Festival Sonisphere tuvo lugar el sábado 4 de julio de 2009 en Hockenheim.
| Sábado 4                                                                           |
| Metallica Die Toten Hosen The Prodigy Anthrax In Extremo Down Lamb of God Mastodon |

### España
La edición española del Festival Sonisphere tuvo lugar el sábado 11 de julio de 2009 en el Edificio Fórum, Barcelona. Se realizaron los conciertos repartidos en 2 escenarios.
| Sábado 11                                                                                     |
| Metallica Slipknot Machine Head Lamb of God Mastodon Down Soziedad Alkohólika Gojira The Eyes |

### Suecia
La edición sueca del Festival Sonisphere tuvo lugar el sábado 18 de julio de 2009 en Folkets Park, Hultsfred.
| Sábado 18 |
| Metallica Adept Cradle of Filth Dead by April Primal Scream Lamb of God Mastodon Meshuggah Machine Head The (International) Noise Conspiracy The Cult The Hives |

Se suspendió la aparición de Anthrax.

### Finlandia
La edición finlandesa del Festival Sonisphere tuvo lugar el sábado 25 de julio de 2009 en Kirjurinluoto Arena, Pori.
| Sábado 25 |
| Metallica Linkin Park Machine Head Turisas Saxon Lamb of God Mastodon Diablo Nicole Los Bastardos Finlandeses |

Se suspendió la aparición de Anthrax.

### Inglaterra
La edición británica del Sonisphere Festival se llevó a cabo durante dos días; el sábado 1 y domingo 2 de agosto de 2009 en Knebworth House, Knebworth. El evento estuvo dividido en 4 escenarios, que fueron Apollo Stage, Saturn Stage, Bohemia, Jägermeister Stage
| Apollo Stage                                                             |                                                                                        |
| Sábado 1                                                                 | Domingo 2                                                                              |
|                                                                          |                                                                                        |
| Linkin Park Heaven & Hell FACT Anthrax Taking Back Sunday Alien Ant Farm | Metallica Nine Inch Nails Limp Bizkit Machine Head Lamb of God Killing Joke Buckcherry |

| Saturn Stage                                                         |                                                                       |
| Sábado 1                                                             | Domingo 2                                                             |
| Bullet for My Valentine Airbourne The Used Björn Again Skindred Soil | Avenged Sevenfold Alice in Chains Feeder Mastodon Saxon Paradise Lost |

| Bohemia | |
| Sábado 1 | Domingo 2 |
| The Wildhearts Thunder Fucked Up Rolo Tomassi Oceansize Coheed & Cambria Flood of Red Twin Atlantic Fighting With Wire Failsafe Glamour of the Kill Sylosis Blakfish Telegraphs | Hundred Reasons Zebrahead Pepper Architects Cancer Bats Little London Corey Taylor Lauren Harris Dead by April Attack! Attack! Rise to Remain |

| Jägermeister Stage                                            |                                                                          |
| Sábado 1                                                      | Domingo 2                                                                |
| Young Guns Exit Ten Blackhole New Device Fin The Dead Formats | Heaven's Basement The Defiled The Crave Sharks Me Vs Hero Dear Superstar |

## 2010
La segunda edición de Sonisphere se celebró en once países diferentes. Este año se presentó en algunas ciudades europeas los cuatro grandes del thrash metal que reunió por primera vez en una gira conjunta a Metallica, Megadeth, Slayer y Anthrax. La banda Metallica presentó World Magnetic Tour en su segundo año consecutivamente que le llevó a tocar por todo el mundo. En esta edición se cancelaron todos los conciertos de Heaven & Hell por motivos de salud que Ronnie James Dio, que inminentemente falleció.

### Polonia
La edición polaca del Festival Sonisphere se realizó en la ciudad de Varsovia el 16 de junio de 2010, contando con Los cuatro grandes del thrash metal.
| Viernes 18                                          |
| Metallica Megadeth Slayer Anthrax Behemoth Mastodon |

### Suiza
La edición suiza de Sonisphere se realizó en Jonschwil los días 17 y 18 de junio de 2010, actuando Los cuatro grandes del thrash metal y más bandas. El segundo día del festival se llevó a cabo en 2 escenarios.
| Jueves 17                                                            | Viernes 18 |
| -------------------------------------------------------------------- | --- |
| Airbourne Overkill Unearth 36 Crazyfists Job For A Cowboy The Sorrow | Metallica Megadeth Slayer Anthrax Motörhead Amon Amarth Alice In Chains As I lay Dying Atreyu Devildriver Bullet for My Valentine Hellyeah Stone Sour Rise Against 3 Inches of Blood Volbeat Dear Superstar 3 Inches of Blood Smoke Blow |

### República Checa
La edición checa de Sonisphere se realizó en Praga el 19 de junio de 2010, actuando los cuatro grandes del thrash metal y más bandas, repartiendo los conciertos en 3 escenarios.
| Sábado 19 |
| Metallica Slayer Megadeth Anthrax Alice in Chains Rise Against Stone Sour Therapy? Devildriver Fear Factory Volbeat Krucipüsk Wohnout Panic Cell Debustrol |

### Bulgaria
La edición búlgara de Sonisphere se celebró en el Estadio Nacional Vasil Levski de la ciudad de Sofía los días 22 y 23 de junio de 2010, en el cual también contaron con la participación de los cuatro grandes del thrash metal y más bandas.
| Martes 22                                       | Miércoles 23                                       |
| ----------------------------------------------- | -------------------------------------------------- |
| Metallica Slayer Megadeth Anthrax Bastardolomey | Rammstein Manowar Alice in Chains Stone Sour Skre4 |

### Grecia
La edición griega de sonisphere se celebró en Terra Vibe Park de Atenas el 24 de junio de 2010, donde participaron los cuatro grandes del thrash metal.
| Jueves 24                                                                            |
| Metallica Megadeth Slayer Anthrax Stone Sour Bullet for My Valentine Suicidal Angels |

### Turquía
La edición turca de Sonisphere se celebró en el Estadio BJK Inonu de Estambul los días 25, 26 y 27 de junio de 2010, y tuvo la participación de los cuatro grandes del thrash metal y más bandas.
| Viernes 25                                                              | Sábado 26                                       | Domingo 27                                  |
| ----------------------------------------------------------------------- | ----------------------------------------------- | ------------------------------------------- |
| Rammstein Alice In Chains Pentagram Stone Sour Orphaned Land Blacktooth | Accept Manowar Hayko Cepkin Volbeat Murder King | Metallica Slayer Megadeth Anthrax Foma Gren |

### Rumanía
La edición rumana de Sonisphere se celebró en el estadio Romexpo de Bucarest los días 25, 26 y 27 de junio de 2010, actuando los cuatro grandes del thrash metal y más bandas.
| Viernes 25                                         | Sábado 26                                     | Domingo 27                                              |
| -------------------------------------------------- | --------------------------------------------- | ------------------------------------------------------- |
| Accept Manowar Volbeat Paradise Lost Orphaned Land | Metallica Slayer Megadeth Anthrax Vita de Vie | Ramstein Alice in Chains Stone Sour Anathema Luna Amara |

### España
La edición española de Sonisphere se celebró en Getafe Open Air de Madrid los días 9 y 10 de julio de 2010. Los conciertos se llevaron a cabo sobre dos escenarios.
| Viernes 9 | Sábado 10 |
| --- | --- |
| Faith No More Slayer Saxon W.A.S.P. Porcupine Tree Suicidal Tendencies Bullet for My Valentine Anathema Sôber Volbeat Tao Te Kin | Rammstein Alice In Chains Deftones Megadeth Soulfly Coheed and Cambria Meshuggah Annihilator Hamlet Head Charger Quinta Enmienda |

Se canceló la aparición de Anthrax.

### Inglaterra
La edición inglesa de Sonisphere se llevó a cabo en Knebworth durante tres días; el viernes 30 y el sábado 31 de julio y el domingo 1 de agosto. Los conciertos del festival se repartieron en seis escenarios, el principal reservado solo para el fin de semana. Los escenarios fueron: Apollo Stage (sólo sábado y domingo), Bohemia, Saturn Stage, JÄGERMEISTER, RED BULL STAGE y STRONGBOW BOWTIME BAR.
| Apollo Stage                                                                   |                                                                            |
| Sábado 31                                                                      | Domingo 1                                                                  |
| Rammstein Placebo Good Charlotte Papa Roach Anthrax Lacuna Coil Family Force 5 | Iron Maiden Pendulum Alice in Chains Slayer Skindred Madina Lake Karnivool |

| Bohemia                                                  | | |
| Viernes 30                                               | Sábado 31 | Domingo 1 |
| Terrorvision 65daysofstatic Sylosis Black Spiders Bigelf | Renegades Therapy? Polar Bear Club Gallows Corey Taylor Sick of it all Tim Minchin Andrew O’Neil Jared Christmas MC Katatonia Futures Heavens Basement Evile Enforcer | 80′s Matchbox B-Line Disaster Funeral for A Friend Fightstar Converge Jim Jeffries Sean Hughes Brian Posehn Glenn Wool Jared Christmas MC The Union Voodoo Six Rise To Remain The Defiled Rollins |

| Saturn Stage                                                                 |                                                                     |                                                                                  |
| Viernes 30                                                                   | Sábado 31                                                           | Domingo 1                                                                        |
| Alice Cooper Gary Numan Europe Turisas Time Warp World Record Attempt Delain | Motley Crue Skunk Anansie Apocalyptica Fear Factory Soulfly Sabaton | Iggy & The Stooges The Cult Bring Me The Horizon Dir En Grey The Fab Beatles CKY |

| JÄGERMEISTER                                                    | | |
| Viernes 30                                                      | Sábado 31 | Domingo 1 |
| Karma To Burn Winnebago Deal October File Throats Little London | Earthtone9 Malefice Out of Sight The Casino Brawl Audrey Horne Young Legionaire Cerebral Ballzy Tom Hollister Trio RSJ | Slaves To Gravity Sweet Savage G.U Medicine Tiger Please Turbowolf Boys With X Ray Eyes Sacred Mother Tongue Allies Slam Cartel |

| RED BULL Stage                                                                          | | |
| Viernes 30                                                                              | Sábado 31 | Domingo 1 |
| Fei Comodo Lower Than Atlantis March Of The Raptors You And What Army Never Means Maybe | General Fiasco Endless Dark Blitz Kids Japanese Voyeurs Little Fish Don Broco No Mean City This Is Devine Stand Up Guy | Kylesa Headcharger Army Of Freshmen Heights Love Amongst Ruin Lights Go Blue After The Ordeal Hearts Under Fire Sacred Betrayal |

| Strongbow Bowtime Bar                                                                        | | |
| Viernes 30                                                                                   | Sábado 31 | Domingo 1 |
| Ultimate Power DJS Chrome Hoof Failsafe And So I Watch You from Afar Deaf Havana Chickenhawk | The Beat Monkeys DJ Loz DJ InMe Bleed From Within Kellermensch Bury Tomorrow All Forgotten Rinoa' While She Sleeps Cars On Fire Bow and Arrow Stu – Bendal Interlude DJ | South Central DJs Tek One (Live) Loz DJ The Ghost of a thousand The Xcerts Inner City Dwellers Me Vs Hero Kvelertak The Worldonfire Straight Lines Bendal Interlude Firebug Orange Goblin Boys |

En algunos escenarios, después de las actuaciones, participaron varios Dj's para los últimos espectadores.

En el escenario Bohemia, durante la sesión del viernes, en el descanso entre las bandas contó con la participación de Bizarre, un grupo de personas con malabares, trapecistas y shows pirotécnicos para divertir al público.

Se canceló las aparición de Outcry Collective, Municipal Waste y Fastway.

### Suecia
La edición sueca de Sonisphere se llevó a cabo en la ciudad de Estocolmo el día 7 de agosto, repartiéndose los conciertos en dos escenarios.
| Sábado 7 |
| Iron Maiden Mötley Crüe Alice Cooper Iggy & The Stooges Slayer Anthrax HammerFall Imperial State Electric Warrior Soul |

### Finlandia
La edición finlandesa de Sonisphere se celebró en Pori los días 7 y 8 de agosto